# Linea mediana
In tipografia, la linea mediana è la linea che determina l'altezza massima delle lettere minuscole di un font che non hanno tratti ascendenti. La distanza tra la linea di base (baseline in figura) e la linea mediana (mean line in figura) è detta altezza della x (x-height) o parte mediana.